# جيلان كونيل
جيلان الكسندر كونيل (بالإنجليزية: Gaelan Connell)‏ (من مواليد 19 مايو 1989)ممثل ومغني أمريكي .

## الحياة والمهنة
ولد كونيل في واشنطن، والتي أثيرت في سيلفر سبرينغ بولاية ماريلاند. لديه اثنين من الأخوة، بريندان وشون، واسمه الأول هو جيليك (أيرلندا). تخرج من ثانوية بيثيسدا-تشيفي تشيس، وشارك في مدرسة تيش للفنون، وهو المغني الرئيسي في الفرقة سويت 16 ، ظهر كونيل في عام 2000 في شوكولا كدروع ديدي وألف أ ديرتي شيم ك قرنية كيد. وأعرب الضيف أيضا دور البطولة في حلقة قانون ونظام. لعب دور قيادي في باندسلام-منبوذا مدرسة الثانوية الذين تصبح شعبية بعد أن يدير عصابة ويكتشف أنه لا يملك تغيير نفسه لتناسب. ظهر في عام 2011 كوايت بلاك في فيلم تلفزيوني لكرتون نتورك 'لفل أب' في عام 2012، وكان أحد مؤسسي من 'كاليفورنيا بوريتو'، سلسلة مطاعم خدمة سريعة في جنوب الهند.

## أعمال فنية
| السنة     | فيلم/مسلسل            | الدور      | ملاحظات           |
| --------- | --------------------- | ---------- | ----------------- |
| 2000 ‏     | شوكولا                | ديدي درو   | فيلم              |
| 2004      | A Dirty Shame         | هورني كيد  | فيلم              |
| 2008      | قانون ونظام           | جاكسون     | ظهر في حلقة واحدة |
| 2009      | Bandslam              | ويل بورتون | فيلم              |
| 2009      | Secret Lives of Dorks | بايتون     | فيلم              |
| 2011      | I Am Ben              | آرثر       | فيلم              |
| 2011      | لفل أب                | وايت بلاك  | فيلم تلفزيوني     |
| 2012-2013 | لفل أب                | وايت بلاك  | بطل المسلسل       |
| 2012 ‏     | Hole in the Wall      | نفسه       | ضيف متسابق        |

## الروابط الخارجية
- جيلان كونيل على موقع IMDb (الإنجليزية)
- جيلان كونيل على موقع ألو سيني (الفرنسية)
- جيلان كونيل على موقع قاعدة بيانات الأفلام السويدية (السويدية)
- جيلان كونيل على موقع قاعدة بيانات الفيلم (الإنجليزية)
- جيلان كونيل على موقع كينوبويسك (الروسية)